# Vîșneve, Bahmaci
Vîșneve (în ucraineană Вiшневе) este un sat în comuna Fastivți din raionul Bahmaci, regiunea Cernihiv, Ucraina.

## Demografie
Componența lingvistică a localității Vîșneve
     Ucraineană (100%)
Conform recensământului din 2001, toată populația localității Petrovskoho era vorbitoare de ucraineană (100%).